# Езеро (культура)
Езеро (Езерская культура) — культура бронзового века, существовавшая на большей части территории современной Болгарии в 3300—2700 годах до н. э. Название происходит от холма (телля) у села Езеро, под которым было обнаружено поселение данной культуры.

## Характеристика
Езерская культура следует за культурами халколита, существовавшими на той же территории — Караново VI, Гумельница, коджадерменской и варненской. Преемственность между культурами нарушена в Северной Болгарии, где между поселениями предшествующих и данной культур существует хронологический разрыв от нескольких сот лет до тысячелетия. По ряду характеристик Езерская культура напоминает более раннюю культуру Чернаводэ III, существовавшую севернее (юг Румынии). Некоторые поселения были укреплены.
Обнаружены свидетельства ведения сельского хозяйства, разведения домашнего скота, культивации винограда и металлургии.

## Интерпретация
Езерская культура рассматривается в составе крупного балкано-дунайского комплекса культур раннего бронзового века, от Трои Id-IIc до Центральной Европы, включая баденскую культуру в Карпатах и коцофенскую в Молдавии и Румынии, а также культуру Юнаците («остродонных кубков») в Болгарии. По мнению Г. Парцингера, культура имела также связи с поселениями Полиохни IIa-b и Ситагри IV.
В контексте курганной гипотезы езерская культура представляет собой слияние элементов местной «староевропейской» и пришлой «курганной» (индоевропейской) культур. По мнению сторонников курганной гипотезы, езерская культура связана с хетто-лувийскими народами (сторонники анатолийской и балканской гипотез предполагают либо автохтонность хеттов в Анатолии, либо их приход в Анатолию с Балканского полуострова соответственно).
Среди российских археологов исследованием культуры Езеро занимался Н. Я. Мерперт.

## Палеогенетика
У образца I19458 из Болгарии (2466—2297 лет до н. э., BGR_Tell_Ezero_EBA, Tell Ezero) определили Y-хромосомную гаплогруппу R1b1a1b1a1-L52 и митохондриальную гаплогруппу W, у образца I19457 (2500—2250 лет до н. э., BGR_Tell_Ezero_EBA, Tell Ezero) определили Y-хромосомную гаплогруппу R1b1a1b1-Z2103 и митохондриальную гаплогруппу T2d2.